# 반달 왕국
반달 왕국(라틴어: Regnum Vandalum)은 게르만족의 일파인 반달족이 북아프리카에 세운 왕국이다. 가이세리크에 의해서 건국되어 북아프리카를 435년부터 534년까지 통치하였다. 동로마 제국의 황제인 유스티니아누스 1세에 의해 멸망되었다. (반달 전쟁)

## 반달 왕국의 역대 왕 목록
군데리크가 알라니족을 병합한 이후부터 반달족의 왕의 정식 칭호는 "반달족과 알라니족의 왕"이었다.
1. 가이세리크 (435년–477년)
2. 훈네리크 (477년–484년)
3. 군타문트 (484년–496년)
4. 트라사문트 (496년–523년)
5. 힐데리크 (523년–530년)
6. 겔리메르 (530년–534년)

## 같이 보기
- 5세기의 정치적 국가 목록